# Perecsényi Nagy László
Perecsényi Nagy László, névváltozat: Peretsenyi Nagy László, néhol Nagy László (?, 1771 – Borosjenő, 1827. június eleje) megyei szolgabíró, költő, író.

## Élete
Nagy Péter és Szombathelyi Magdolna (az író Orodias című munkájának a 176. oldalán Magdalena Szombathy olvasható) fia. Ősi nemesi családba született. Birtokaik azonban a 18. század folyamán idegen kézbe kerültek, és amikor László apja Nagyváradra költözött, a vagyonból már semmi sem maradt. Nagy Iván családfakutatása alapján három testvére is volt. András nagyon fiatalon elhunyt, a költő az Orodias II. kötete XXII. elégiájában emlékezik meg róla. József (1770–1803) sebészként praktizált. István (1772–?) a nagyváradi káptalannál inspektor, majd Pankotán kamarai tiszt volt.
Tanulmányait Nagyváradon kezdte a római katolikus iskolában, majd 1780-ban a királyi katolikus főgimnáziumban folytatta kitűnő tanulóként. Az 1784–85-ös tanévet Székesfehérváron végezte, itt kezdett el verseket is írni. 1786–87-ben a Pozsonyi Akadémián volt első éves bölcsészeti hallgató. Tanulmányait megszakítva tért vissza Nagyváradra.
1790-ben Vay László báró Bihar vármegye jegyzője lett, aki íródeákjának alkalmazta és kedvelt tanítványának tekintette. 1798-ban Galsa (Arad megye) mezőváros esküdt nótáriusa volt. 1801-ben «cameralis notarius»-ként szerepelt.
Perecsényi Nagy a 19. század első két évtizedének egyik legtermékenyebb magyar írójaként fordítója volt a klasszikusoknak. Korának több nevezetes emberével levelezett és írt Arad vármegye esküdtjeként az eldugott kis faluban, Almáson. 1803. május 7-én költözött ide. E naptól kezdve 1820-ig terjedő kéziratos naplójában 1919 szám alatt feljegyezte mindazon eseményeket, melyek akár hivatalára, akár magánéletére vonatkoznak.
Peretsenyi Nagy László céljának tekintette a finnugor nyelvrokonság eszméjének hirdetését is. Az 1802-ben megjelent Szakadár esthonnyai magyar fejedelem’ bújdosásának ez az egyik nyíltan vállalt feladata. Bár ő nagyon tágan értelmezte a rokon nyelvek halmazát, hiszen az észt, a lapp és a finn mellett olyan nyelvek szavait is átvette, mint a kínai, a tatár, a török, a zsidó, a palesztin vagy akár az amazon, mégis, e téren foglalkozik vele a legtöbb, munkásságát feldolgozó munka, csupán néhányan, például Horváth Károly említi, vagy Csonki Árpád foglalkozik vele, mint az egyik Vörösmarty előtti epikussal.
1804. október 7-én kapta meg Orodiás című könyvét, melyet Arad vármegye rendeinek ajánlott. Ebben főképp az aradi vezérférfiakat dicsőítette latin elégiákban. Fáradságáért, tudós munkájáért, mint maga is panaszkodott, semmi jutalomban sem részesült, sőt ezen könyvét is ingyen osztogatta szét. Egyfajta elismerést csak Bohus Jánostól kapott, aki a szerző érdemeire való tekintetből, elengedte a tizedet azon 45 akó fehér bor után, melyet Perecsényi Nagy galsai szőlejében szüretelt. Abban keresett hát elégtételt, hogy a jénai tudós társaságnak elküldte összes tudós munkáit, akik 1804. május 13-án tagjuknak is választották. Azonban ha hangsúlyozta is, hogy a könyvkiadás költségei kifárasztották, mégis mindig új munkába kezdett. Akadtak ugyan jótevői, akik némileg támogatták, hogy kiadhassa munkáit, de ezzel költségeinek fele sem térült meg. Azonban más szerzők is hasonló nyomorúságos viszonyok közt dolgoztak ekkoriban. Egyéb költekezései mellett könyveket is vásárolgatott, klasszikus és általában válogatott példányokat. Könyvtára volt, hogy 340 kötetre rúgott, de sokat el is lopdostak tőle.
1805-ben erélyesen megkezdte a gyűjtést Arad megye monográfiájához. 1807. július 22-én megengedte neki az első alispán, hogy Borosjenőre költözzön át.
1811. április 11-én Maury érsekhez Párizsba hat (magyar, latin, német, francia, szerb és román) nyelvű verset küldött Napóleon fia születésének ünneplésére.
Arad város 1815. november 30-án értesítette, hogy Orodjáért 400 forintot szavazott meg neki, ami akkor jelentékeny tiszteletdíj volt. 1818 nyarán Az öthalmi tor Orodon című színművét az aradi színészek adták elő.
Életéről naplójában írt feljegyzésein kívül alig tudunk többet, minthogy halála előtt néhány évvel szélütés érte, teste egy része megbénult, de lelke éberségét élte fogytáig megtartotta. 
1827 június elején halt meg, mint tiszteletbeli szolgabíró, 56 éves korában. A korabeli hírlapok is csak az év végén (december 29-én) hallomás után értesültek haláláról.

## Munkássága
Perecsényi Nagy László a német és a latin nyelvek közt igyekezett utat törni a magyar nyelv számára is. Nagyon lelkesen, akár anyagi áldozatokkal is segítette a műveltség és a tudomány népszerűsítését, a nemzeti öntudat megerősítését, főleg magyar nyelven. Polihisztornak is nevezhető, hiszen sokféle témával foglalkozott komolyan, köztük történelemmel, a magyarok eredetével, a magyar nyelv kialakulásával, a beszélt és irodalmi nyelv közötti különbségével, földrajzzal, érem- és címertannal, meteorológiával, hidroterápiával, régészettel, topográfiával, mechanikával stb. Tudományosan foglalkozott a szőlőtermesztéssel, az Arad megyei szőlőfajokról írt dolgozatát, amelyben 57 féle szőlőnek a magyar és latin elnevezését jelölte, Tessedik Sámuelnek, a híres gazdasági írónak is bemutatta. A korabeli tudósok elismerését érdemelte ki Homérosz- és Tibullus-fordításaival.
A Magyar Kurírba (1798, 1801-2., 1805) latin és magyar alkalmi költeményeket írt. A Kultsár István által szerkesztett Hazai s Külföldi Tudósítások című hírlapnak kezdettől (1806) fogva munkatársa volt.
Cikkei megjelentek:
- a Tudományos Gyűjteményben (1817. XII. Arad vármegyében lévő ó és uj váraknak statistikai ismerete, 1819. II. Arad vármegyei régiségeihez számlálható halmokról, 1820. IV. Javallat a cselédek és alattvalóknak neveléséről és oktatásáról, 1821. IV. Arad városának jelen való állapottyáról készült foglalatos esmértetés, V. Ujabb felfedezett Hydrophobia, viziszony gyógyítása, 1823. V. Időjárás prognostikonja, 1824. III. Időjárás jövendölése az 1824. esztendőre);
- a Felső magyarországi Minervában (1825. II. Arad vármegyei ritkaságok, Két nevezetes hazafiaknak Nagy Laki Jaksich Gergelynek és Szabó Nazariusnak napkeleti Tatár országban volt utazásokról, IV. Erdélyi ritkaság, vagy is Várhely mellett Farkadin b. Nopcsa jószágában talált mosaik padimentom leirása).

## Munkái
- Léta magyar vitéz, és Zamira pannoniai kisaszszonynak a földön és tengereken történt viszontagságai. Pozsony, 1800. (Költemény).
- Mezengy, az az pásztori vers, melly több alagyákban, mint meg annyi részekbéli kifejezésekben a magyar nyelvnek arra igen alkalmatos léte végett, és az abban gyönyörködők kedvekért irattatott. Pest, 1801. (Ism. N. Annalen. Wien, 1808. II. 227. l.).
- Carmen… Ladislao Kőszeghy cathedr. ecclesiae Csanadiensis episcopo etc. occasione installationis anno 1801. die 10. maii interventae sacrum. Temesvarini, 1801. (Ism. N. Annalen. Wien, 1808. II. 227. l.).
- Szakadár esthonnyai magyar fejedelem bújdosása. A verselés gyarapodására irta… Pozsony és Pest, 1802.
- Orithia magyar amazon története. Pozsony és Pest, 1804. Rézm. czímképpel. (Ism. N. Annalen. Wien, 1808. II. 126. l.).
- Orodias. Libri tres. Magno-Varadini, 1804. (Ism. N. Annalen. Wien, 1807. II. 226. l.).
- Carmen votivum, quo dni Josephi Büky de Felső-Pulya, medicinae dris etc. dum nominis, undevicesimam Martii, anno 1804. pie, letaque recoluit. Magno-Varadini, 1804.
- A jót tévő és jót vévő között egy pár levél. Magno-Varadini, 1805. (B. Vay László és Perecsényi Nagy László egy-egy levele, bevezetéssel Illei Takács Károlytól).
- Lantolag. Azon alkalmatosságra, midőn Zsadányi és Török-Szent-Miklósi Almásy Pál ur Arad vármegyében helyheztetett Iratos nevű, másképpen Sofronya czim alatt lévő nagy pusztába 1806. eszt. bévezetve béiktatódott. Temesvár.
- Lantolag, az az: oda Altzeus rendi szerént. Szent László napját, és N. Váradnak különös pártfogója innepét szentelő üdvözlésére liber báró Vayai Vay László ur eő nagyságának jún. 27. 1806. eszt. Nagy-Várad.
- Lantolag az az Oda… mélt. szabad zászlós vajai Vay László… által munkállott ama könyv homlokát, a mely ily czimet visel: Bécs polgárjai az 1805. Esztendőbeli Frantzhadban szentelt üdvözlő versei. Énekeltette Aradon szept. 20. 1806. Nagy-Várad.
- Értekezés azon deákból magyar nyelvre forditott szavak iránt, mellyek az egyházi és világi hivataloknak, valamint a kormány, törvény és birállószékeknél előfordult állapotoknak honnyi szóejtéssel való nevezését tárgyazzák. Nagy-Várad, 1806.
- Foglalatja a t. n. Arad vármegyének tellyes esmértetéséről irtt könyvnek. Nagy-Várad, 1807.
- Vélekedés a magyar nyelvről 1807. eszt. Nagy-Várad.
- Elevek a betűtárbéli tudományhoz való gyakorlásokról. Nagy-Várad, 1808.
- Öröm-kürt, melly a mélt. fő-ispányi helytartóságról Arad felől a bihari bérczig visz-hangozik. Nagy-Várad, 1808. (Költ.).
- Pro statutione et introductione legali, ill. ac magn. dni Stephani Atzél de Boros-Jenő in possessione Gorba, i. comitatui Arad ingremiata, solenniter anno 1808. peracta. Nagy-Várad, 1808. (Latin és magyar költ.).
- Egy gondolat, néhány fegyver gyakorlásban előfordulló, és az intező (commandó) szavak rövid előadásáról. Az 1809. eszt. nemesi fölkelésre. Temesvár.
- Solennia statutionis, et introductionis ill. dd. comitum Joannis Nepomuceni Königszeg de Rottenfels. Sub curatelatu ill. d. comitis Josephi Königseg, i. cottus Arad tab. judriae assessoris in bonis dominio Boros-Sebes adscriptis, anno 1810. diebus 16., 17., 18. Julii. Temesvár. (Végén: Lantolag, az az óda, Alcéus görög versező mértéke szerént).
- Szomorú dal, mélt. Gyoroki Edelspacher Zsigmond az Arad vármegye első alispánnyának kisasszony hav. 24. 1812. történt halálára. Temesvár.
- Elegia honoribus exc. ac ill. dni Ignatii Almásy de Zsadány et Török-Szent-Miklós, i. comit. Temesiensis supremi comitis, dum solenniter die 1. Sept. anno 1812. inauguraretur Temesvarini, dicta. Temesvár.
- Epicinium triumphale honoribus exc. ac ill. dni comitis Ignatii a Gyulay de Maros-Németh et Nádaska solenniter dicatum anno 1814. die 27. Marty. Temesvár. (Költ.).
- A régi Orod vagy-is a mostani Aradnak dólgai. Nagy-Várad, 1814. Online
- Carmen ill. ac rev. dno comiti Antonio de Brankovich, administratori episcopatus g. n. u. r. Aradiensis, pro dnum Stephanum de Kulpin, orient. ecclesiae archi-episcopum et metropolitam Carlovitzensum etc. mense Septembri 1815. dedicatum. Pestini. (Végén: Magyar óda alkai versmértékben).
- Lessus in memoriam pie denati exc. ac ill. dni Stephani Atzél de Boros-Jenő dum in hoc suo dominio die 2. July anno aerae christianae 1815-to, aetatis vero 68-vo virtutum meritis, toga diversos honorum fasces subeunte pleno aevo supremum diem obiret concinnatus. Temesvarini. (Végén: Keserv magyar alkai ódában).
- Galliás, az az a francziákkal elébb, azután a francziák ellen viselt 1812., 1813., 1814. és 1815. esztendőkbéli háborúkról. Pest. 1816. (Költem.). Rézm. képpel.
- Propempticon, honoribus seren. caes.-regii haered. principis archi-ducis Austriae, dni regni Hungariae palatini Josephi, dum propter adna in inclito comitatu Aradiensi dominia, jam effective resignata. ii. status et ordines ejusdem provinciae gratulabundi suam serenitatem eatenus Budae salutarent deputationaliter comparentes anno 1817. positum. Pest, 1817. (Latin és magyar költ.).
- Heroineis, az az: A nevezetes fejér népnek szép neméből magokat tetteikkel külömböztető szépnemnek élet-tárjok. Pest, 1817. Két füzet.
- Öröm-dal mélt. báró Forray Nepomuk János születésére! 1817. esztenbőben. Alázatosan bémutattya. Aradról küldvén P. N. L. Temesvár.
- Tibullus Albius versei. Edgyik lapon deákúl, a másikon magyarúl, tulajdon lábmértékjei szerint eredetiségéhez képest irta. Pest, 1818.
- Mennyegzői vers, mellyel m. báró Bánffy Polixen ékes kis asszonynak, nagyérdemű Petrisi Szálpek Jakab urral lett szentegyházi szertartású öszvekelésekre ajánlott. Arad, 1819.
- Prótics Zachariásnak görög vallású esperestnek Arad vármegyei táblabirává lett felesküttetésére üdvözlett. Arad, 1819.
- Festivitas natalis suae s. c. r. et ap. maj. d. d. Francisci I. solenniter die 12. Febr. 1819. Aradini celebrata. Arad.
- Tessera cultus in gremio provinciae Aradiensis solenniter exhibiti, dum cels. ac rev. princeps d. Alexander Rudnay de eadem et Divék-Ujfalu, i. r. Hungariae primas etc. ab incl. statibus et ordinibus comitatus Aradiensis anno 1820. die 9. Aprilis dedicata. Arad, 1820. (Latin és magyar költ.).
- Anti reflexiones, ad privatas reflexiones, circa limitationem carnis bubulae per S. F. auctorem. Arad, 1820.
- Vetekedés a közös szittha honnos magyar, és ehez tartozó felekezetek köztt az ő minden tulajdonságok eránt. Arad, 1820.
- Üdvözlése fels. cs. és apost. király, dicsőn uralkodó I. Ferencz kegyelmes fejedelmünk születési napjának 1820. eszt. febr. hónap 12-dikén. Arad, 1820. (Költ.).
- Áldomása azon jeles napnak, midőn Szaturói Hampl Jósef ur Arad vármegyében lévő Szaturó helység birtokába az 1821. eszt. beiktattattnék. Arad (Költ.).
- Ünneplése azon honnyi törvényes iktatásnak, midőn Jószási Burgly János és György testvér urak Arad vármegyében lévő Jószás és Jószáshely birtokaiba vezettve királyi adománylevele mellett béhelyhesztettnének. Arad. (Költ.).
- Diszszesitése azon törvényes ünnepnek, midőn Szakátsi Cyrus Nikolits ur Arad vármegyebéli Szakáts és Madrisesty helységekbe királyi adomány-levél mellett 1821. eszt. béiktattatnék. Arad. (Költ.)
- Ditsőitése azon napnak, midőn Gurahontzi Remekházi Remold Károly, és fiai iff. Remekházi Károly úgy Jósef ötse; érdemekért nyertt Gurahontzi birtokába 1821. eszt. törvényesen béiktattatnék. Arad. (Költ.).
- Pericopa solennitatis illius, dum i. i. status et ordines provinciae Aradiensis, fanum, praetoriae domus recenter exstructae, ratione captivorum instituendorum, positum, benedici curarent anno 1820. die 24-ta Decembris interventae. Arad, 1821. (Latin és magyar költ.).
- Exultatio seren. caes. reg. haered. principi, archi duci Austriae dno regni Hungariae palatino Josepho apud Aradienses cum seren. conjuge Maria! ad propria bona hic in gremio existentia feliciter proficiscenti, per i. i. S. S. et Ordines provinciae Aradiensis, die 19-na Augusti 1821., versibus extemporaneis declarata Arad, 1821.
- Lessus de morte insignis matronae matris Josepho Dietrichianae; 79 anno aetatis, reparatae vero salutis 1821. per communem omnium mortalium viam ad aeternitatem transeuntis; extemporanae depromtus. Arad, 1821. (Költ.).
- Gyász-emlék melly Zsadányi és Török Szent Miklósi Almásy Pál, Arad vármegye főispányának 23. Juliusban e f. 1821. eszt. történt szomoru halálára tétetett. Arad, 1821. (Költ.).
- Typus restaurationis d. d. magistratualium incl. comitatus Aradiensis, diebus 23-26. may anno 1821. solenniter peractae, versibus extemporaneis… expressus. Arad, 1821.
- Üdvözlés Szent Ignátz napjára midőn Maros-Némethi és Nádaskai gróf Gyulay Ignácz ur 31. Juliusban 1822. eszt. Bontsesden neve napját ülték. Arad. (Költ.).
- Cultus festivae die Sancti Josephi in dominio Pankotensi; ratione sui dni terrestris spect. dni Josephi a Dietrich die onomastica 19. Martii anno 1822. solenniter celebratae. Arad, 1822. (Költ).
- Méltóságos szövetkezés ünnepének melly Világosvári, néh. Bohusné, szül. Béra Anna asszonyt, hites társúl vevő Pankotai Dietrich Jósef ur magyar indigesz egybenkelésére tiszteletül versben tétetett 1822. eszt. márcz. 22. Arad.
- Bánáti öröm Trattner János Tamás táblabiróhoz, midőn ő és édes atyja Petrózai Trattner Mátyás s ez által ennek második fija is Trattner Károly Mátyás 1822-ben szept. 16., 17., 18. napjain Petróza helységbe béiktattatnának. Hely n. (Költ.).
- Tisztelete mélt, báró Wenkheim Jósef ur főispányi helytartó ő nagyságának, midőn az Arad vármegyei karok és rendeknek küldöttsége körös ladányi uradalmi lakásán megköszöntötte okt. 22. 1822. Arad. (Költ.).
- Mester szavak, a mellyek a magyar etsetezés vagy estely, a stylisztikában elő fordulnak. Arad, 1822.
- Emlékezete azon napnak midőn mélt. báró Wenkheim Jósef ur Arad vármegye fő-ispányi hivatalának igazgatójáúl rendeltettve az 1823. eszt. aprilis 8. székibe iktattatnék. Arad. (Költ.).
- Idvezlés az 1824. uj esztendőre, a magyar régiségeknek törvényes nyomán. Arad, 1824.
- Jesus megváltó Kristus urunk életének leirása. Arad, 1823.
- Felelet a vallási edgyesülés ideájára, és a keresztények uniojára szolgáló értekezésben. Arad, 1825.
- Múzsai ajándék azon alkalmatosságra, midőn Soborsini báró Forray András ur Krassó vármegyében feő ispányi hivatal helytartóságába való beiktatása ünnepét üllötte az 1825. máj. 30. Arad. (Költ.).
- Megtisztelő vers azon alkalmatossággal, midőn mélt. l. báró körösladányi Wenkheim Jósef ur t. ns. Arad vármegye valóságos fő-ispányi székébe, mélt. Vitsapi l. b. Malonyay Nep. János Aloysius, mint kir. biztos ur által, f. 1825. jún. 27. törvényesen béiktattatnék. Arad.
- Magyar amazonoknak története. Arad, 1827.

Ezeken kívül még több alkalmi költeményéről emlékezik meg Naplójában, melyeket a hírlapokban tett közzé, így a Szépliteraturai Ajándékban (1822-23), vagy kéziratban küldött el az illetőknek.
Korábban tévesen neki tulajdonították ifj. Waandza Mihály 1806-ban Pesten megjelent munkáját: A búsongó Ámor. Egy hajnali édes andalmány teremtménye. A szép-nem kedvéért.

### Kéziratban
Kéziratai a Magyar Nemzeti Múzeumban: Tettes ns. Arad vármegyének ismertetése. Bökény, 1806. 4rét 362 lap; Az aradi hívségnek záloga (Értekezései 4rét 61-84. l.); A magyar nyelvnek világszerte lett eltenyészedéséről való állitások. Almás, 1807. 4rét 31 lap; A rómaiaknak szorgalmuk Pannonián keresztűl az utak és kereskedésekre nézve (Értekezései 4rét 155-180. l.); Az aradi takarás 1818. (Értekezés 4rét 205-219. l.); A tek. ns. vármegye tisztjeinek foglalatosságai. Arad, 1807. 4rét 100 lap; Atelcusu. Borosjenő, 1811. 4rét 37 lap.
Levelei Révay Miklóshoz 1803. július 7. latin, okt. 3. magyar költői levél, 1805. jan. 1., szept. 25., 1806. 4rét 202 lap; Miller Ferdinandhoz Boros-Jenő 1811. máj. 4., 1814. máj. 12., Arad, 1819. szept. 18.; Horvát Istvánhoz. Boros-Jenő, 1809. okt. 1.; Virág Benedekhez, Arad 1823. aug. 1. (magyar, versben). Ezeken kívül Aradon és a rokonok birtokában:
Arad topographiája (ismertette Márki Sándor az Aradi Közlöny 1883. 1. sz. és a földrajzi társaság 1887. decz. 15. gyűlésén.
Naplója: Improtocolatio sive Consignatio Rerum et Negotiorum in Possessione Almás per Ladislaum Nagy de Peretzen Jurassorem I. Comitatus Aradiensis Officiose a Die 7-a May 1803 quo tempore munus magistratuale amplexus est, officiose peractorum in inclyto comitatu hocce Aradiensi exantlatorum; item celebrium virorum et actorum memoria cum episodiis, elogiis et panegyribus continetur cz. A följegyzések nyelve vegyesen latin és magyar. Ezen feljegyzések 1804. febr. 1-től 1820 elejéig terjednek és 1919 sz. tételt foglalnak magokban, különösen irodalomtörténeti szempontból becsesek. Márki Sándor, ki Horvát Lipót világosi plébános szivességéből jutott hozzá, bő kivonatban ismertette az Egyetemes Philol. Közlönyben (1889. 570-594. l.).